# Exoschelet
Exoscheletul este un schelet extern (înveliș protector), întâlnit, în special, la nevertebrate. Este, de fapt, un tegument îngroșat și durificat. 
Compoziția acestuia variază în funcție de tipul organismului. La insecte, acesta conține mai mult chitină (substanță de natură polizaharidică ce se găsește și în peretele celulei fungale). Un exemplu în acest sens poate fi gândacul. La crustaceele mari, acesta conține calciu, fiind astfel mai dur.

## Animalele cu exoschelet
La insecte acest exoschelet are pe lângă rolul de protecție, oferă și un punct exterior pentru inserarea mușchilor, împiedică pierderea apei corporale (împiedică dezhidratarea), sau jucând și rolul organelor de simț.La scoici exosecheletul este reprezentat din doua valve calcaroase dure in interiorul carora este protejat corpul moale al molustei.La lacuste scheletul contine un strat subtire si dur,alcatuit dintr-o substanta organica rezistenta,numita chitina.La raci rusta chitinoasa,pentru a fi mai dura este impregnata cu saruri de calciu.